# Вила-Жузан
Вила-Жузан (порт. Vila Jusã) — населённый пункт и район в Португалии, входит в округ Вила-Реал. Является составной частью муниципалитета Мезан-Фриу. По старому административному делению входил в провинцию Траз-уж-Монтиш и Алту-Дору. Входит в экономико-статистический субрегион Доуру, который входит в Северный регион. Население составляет 687 человек на 2001 год. Занимает площадь 2,12 км².